# Németh Lajos (festő)
Németh Lajos, Németh Lajos Kálmán (Pest, 1861. október 22. – 1939 után) festőművész.

## Életútja
Németh Antal és Merétey Erzsébet fiaként született. New Yorkban és Philadelphiában végezte művészeti tanulmányait és főképp állatképeket állított ki a Műcsarnokban. 1937. január 18-án Budapesten, a Terézvárosban feleségül vette a nála 38 évvel fiatalabb Németh Piroska Erzsébet Etelkát, Németh József színész lányát, Németh Juliska és Németh Antónia színésznők húgát, akitől még ugyanabban az évben elvált. 1938. augusztus 23-án Budapesten, a Terézvárosban feleségül vette a nála ugyancsak 38 évvel fiatalabb Kapusi Rózát, 1939-ben ez a házassága is válással végződött. Később kivándorolt Amerikába. Szalmahordás c. képe a Szépművészeti Múzeumban található, egy másik képét a Magyar Nemzeti Galéria őrzi. 